# Lastaurus mutabilis
Lastaurus mutabilis är en tvåvingeart som beskrevs av Friedrich Hermann Loew 1851. Lastaurus mutabilis ingår i släktet Lastaurus och familjen rovflugor. Inga underarter finns listade i Catalogue of Life.